# Zárosperemű pörgekarúak
A zárosperemű pörgekarúak (Articulata vagy Testicardines) a Brachiopodák egyik osztálya, a kettő közül a népesebb, az összes pörgekarú faj mintegy 90%-át tartalmazza. A legrégebbi és egyben legújabb kategória a pörgekarúak között. A törzs osztályozását Thomas Henry Huxley 1869-ben végezte el, felállítva az Articulata és Inarticulata osztályokat. Huxley rendszerét több alkalommal módosították, míg 1952-től ismét ezt a nevet használják a Rhynchonelliformea megnevezés helyett, és 1996-ban Williams és társai is ezt használták fel. A Rhynchonelliformea ma szinonimája az Articulatának. A pörgekarúak taxonómiája a mai napig sem állandósult, például a Paleotremata rendet egyes rendszertanok egyáltalán nem tartalmazzák.

## Tulajdonságaik
Az Articulata osztály megkülönböztető jellemzője a héjak szélein elhelyezkedő, a zárást segítő fogak és fogmedrek léte. Ezek a fogak a kagylók zárómechanizmusához hasonlóan reteszszerűen akadályozzák meg a héjak véletlen szétnyílását. Jelentőségük mégis kisebb, mint a kagylók esetében, mert a pörgekarúak aktív izommozgással nyitják és zárják héjaikat, míg a kagylóknál a nyitás passzív. A nyél rövid, de nem mindig rögzül az aljzathoz. A héj három rétegű, anyaga fehérje és mészpát. Szaru, kitin és apatit sosem fordul elő.

## Evolúciójuk
A zárosperemű pörgekarúak már a korai kambriumból ismertek, de valamivel később jelentek meg, mint a zárnélküliek. Ennek alapján és figyelembe véve a meszes héjat, a zárnélküliek leszármazottjának tartják őket. Virágkoruk a devon volt, de még a permben is nagy alakgazdagságúak. Kisebb felvirágzás észlelhető a jurában, a kréta végén és a paleogén végén.
A héj zárszerkezetének fejlődése a héj peremén megjelenő egyenes, bordázott, hosszanti dudorral kezdődik, amely a másik héjon lévő barázdába illeszkedik. Ez a tagolatlan zár a későbbiekben szabályos fogakká fejlődött.
A fejlett fogú formák további fejlődését a héjat átjáró csatornácskák átstrukturálódásán lehet követni. A pontozatlan (impunctata) teknők csiszolatban csak a növekedési vonalakat mutatják. Az ordovícium elejétől megjelennek az álpontozott (pseudopunctata) teknők, amelyek csiszolata a növekedési vonalak rendszertelen csomósodását mutatja. Már az ordovícium közepétől ismert azonban a pontozott (punctata) teknő is, amelynek csiszolatában a növekedési vonalak között szabályos sorokban pontokat láthatunk. Az Orthis-féléknek már a kambrium elején jól fejlett zárófogaik voltak, de teknőjük még pontozatlan. A devonban virágkorukat élték, majd a permben kipusztultak. Ez a csoport a legtöbb Articulata közös ősének tekinthető.

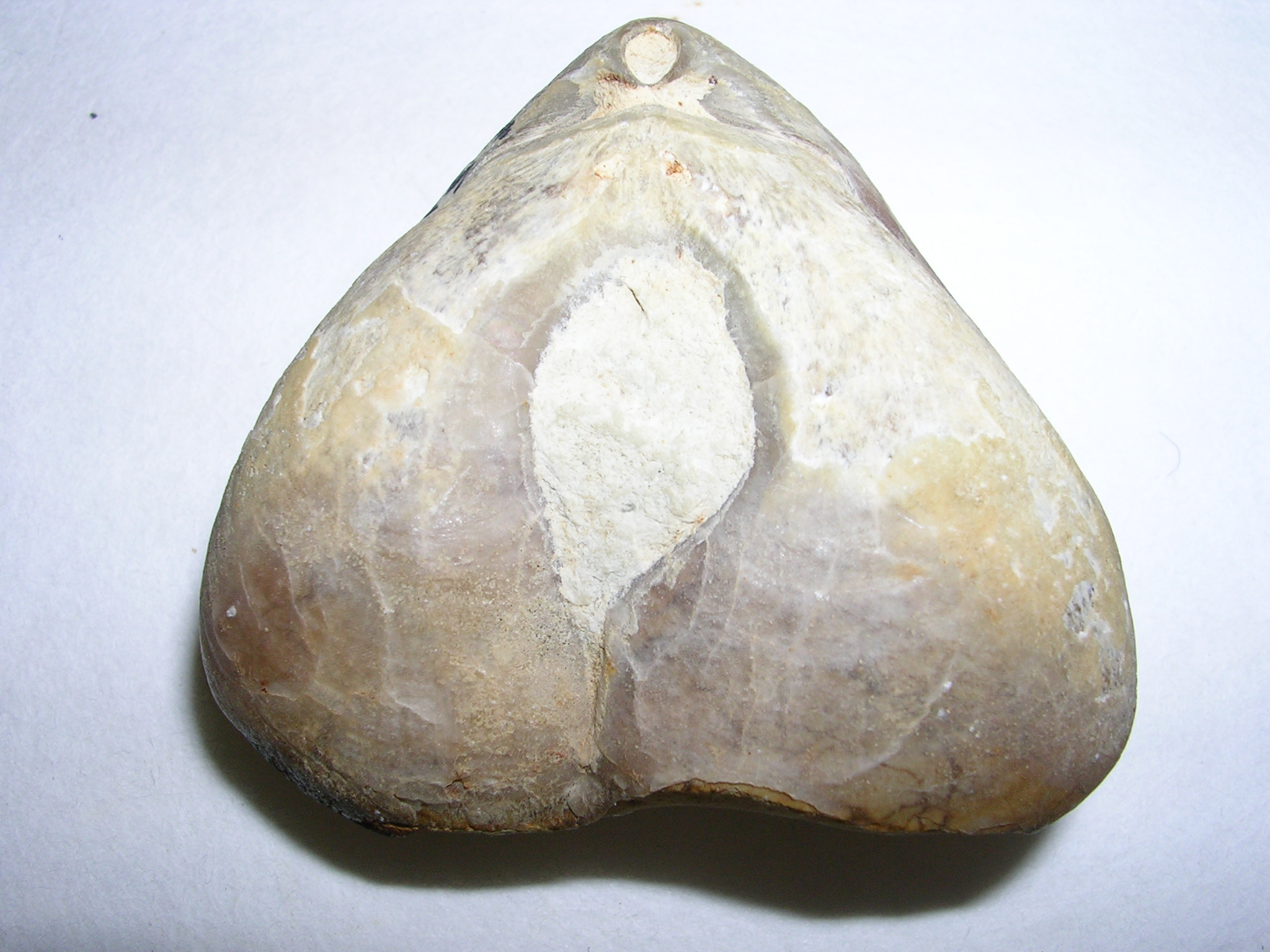
Pygope fosszília, jól látható a középső nyílás

Az Orthis-félék leszármazottja például a Spirifer-félék csoportja is, amelynek még mindig pontozatlan a teknője, de már kartámasztó vázzal rendelkeznek. A Spirifer-félék a mai Terebratulida rend ősei, és ezeknél megjelenik a pontozott héj. Ide tartozik a Pygope, amelynél érdekes teknőmódosulás figyelhető meg: a perem közepe egyáltalán nem növekszik, ezért a héj két széle szárnyként növekedve összeér az ellenkező oldalon. Így egy lepkeszerű alakzat jön létre, amelynek közepén lyuk van.
Éppígy az Orthidák leszármazottai a Rhynchonella-félék, amelyeknek gyengén fejlett kartámasztó vázuk van, teknőjük pedig néha pontozott, néha nem. A teknő sugárirányú bordákkal díszített.
Vitatott, hogy a kihalt Productus-félék az Orthidák leszármazottai-e. Teknőjük pontozott, zárosperemük hosszú és egyenes. A hasi teknőn rugalmas tüskéik voltak, amelyek funkciója ismeretlen. Egy fosszília tüskéi egy tengeri liliom köré tekeredve maradtak fenn. A Productus-félék egy része elvesztette a nyelét, és a ház csúcsánál rögzült az aljzathoz.

## Mai képviselőik
„Az ide tartozó Terebratulida rendből két jelentékeny faj megemlítendő; e két faj a Liothyrina (vagy Terebratula) vitrea Borni, a másik pedig a Terebratula caputserpentis. Az előbbi nem ritka az Atlanti-óceánban és a Földközi-tengerben, míg a másiknak az Atlanti-óceán északi része a hazája, például a norvég fjordokban kotróháló segítségével könnyen gyűjthető. Barett ezt írja az életmódjáról: „Ez a faj minden másnál gyakrabban mutatkozik és messzebbre nyujtja ki a tapogatóit; a norvég partokon kisebb számban mindenütt megtaláltam 30–150 fonál mélységben, gyakran Oculinához, egy korallfajhoz erősítve. A cirrusok a karok felhágó részein rövidebbek, mint a lehágókon; majdnem állandóan mozogtak s gyakran észrevettem, hogy apró testecskéket vezettek a tövüknél levő csatornába. Tengervízzel telt edényben lassanként kinyitották a teknőiket. Az idegen tárgyakon megtapadt példányok sajátságos képességet és hajlandóságot tanusítottak arra, hogy nyelük izmai segítségével mozogjanak. A leválasztott példányokat ide-oda lehetett mozgatni, anélkül, hogy teknőiket bezárták volna. Kinyujtott tapogatóikat megérintve, rögtön behúzták azokat, házuk pedig bezáródott, de csakhamar kinyílt ismét. Mikor az állat visszahúzza az izmait, akkor a cirrusok befelé hajlanak; de ha kinyílik a héj, akkor látható, hogy a cirrusok fölhajlanak és kiegyenesednek. Gyakran látható azonban, hogy az állat a héj kinyitása előtt kidug néhány cirrust és ide-oda mozgatja őket, mintha kémlelné a területet, hogy nem fenyegeti-e veszély. Csak egy alkalommal vettem észre olyan áramlást, amely a cirrusok két sora között befelé haladt. Iparkodtam megállapítani, hogy valóban van-e ilyen áramlás, olyanképpen, hogy apró ecsettel kevés indigót tettem a vízbe, amelyben az állat tartózkodott… és megállapíthattam, hogy az indigórészecskék a csatornán át a száj felé siklanak.” Ezt az áramlást a csillók okozzák.
A Thecidium-félék családjából említésre méltó a Thecidium nem. Mindenekelőtt az jellemzi, hogy karvázával befelé irányuló nyujtványok függenek össze. A családnak ma már csak kevés képviselője él, amilyen például a Lazace-Duthiers által tanulmányozott földközi-tengeri faj, a Th. mediterraneum.

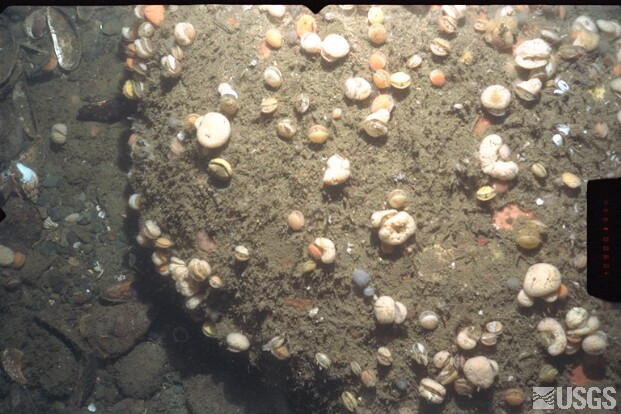
Pörgekarútelep egy tenger alatti sziklán

A Thecidium héja – írja ez a búvár – a tenger alatt levő testekre tapad. Jókora tömegben találtam olyan tárgyakon, amelyeket a korallhalászok hálói a Bona-öböltől a Rosa-fokig a tenger fenekéről hoztak fel. A mélység, ahonnan kihalászták, 40–50 fonálnyi volt… Egy-egy ökölnyi kődarabon néha 20–30 példányt is találtam. Az élő állat megfigyelése nagyon könnyű; másfél hónapig is életben tartottam őket, és pedig csupán azzal, hogy naponta változtattam a vizüket. Feltétlenül szükséges azonban, hogy leválasszuk őket arról a tárgyról, amelyen megtelepedtek, mert ezeken mindenféle más állat is lakik, szivacsok, férgek, apró rákok stb. s hamarosan elpusztulva, megfertőzik az akvárium vizét, ami a Thecidium halálát okozhatja. Az első napokban kihalászásuk után, igen tágan szétnyitották a héjukat azokban a nagy hordókban, amelyekbe rakattam a köveket; amikor azonban kiválogatva, kisebb edénybe helyeztettem át őket, már nem nyitották annyira szét őket. A kis hátteknő egész derékszögben emelkedik a hasteknő fölé, de az általunk tett legcsekélyebb mozdulatra is azonnal villámgyorsan becsukódik. – Kétségtelen, hogy érzékeny a fény iránt. Egyik nap több példányt láttam nyitott héjjal a nagy edényben. Nagyon óvatosan közeledtem hozzájuk, s közben, hogy jobban láthassak, előrehajoltam, de a fejem így árnyékot vetett rájuk, s abban a pillanatban becsukódott valamennyi, amelyre árnyék esett. A nyitott Thecidiumon, éppen mivel a teknői nagyon szétállanak, minden részt meg lehet különböztetni, nagyon jól lehet látni a karokat és az azokat beszegő rojtokat. A héj belső felülete azonban, amelyen a köpenylemez nyugszik, olyan vakító fehér és annyira átlátszó, hogy tisztán megkülönböztethetjük a mészhurkokat és a héj kiemelkedéseit, anélkül, hogy a köpenyt észrevennők. Ez annyira meglepett, hogy szinte azt kérdeztem magamban, vajjon födi-e még puha burkolat is a megfigyelt mészrészeket?
A Rhynchonellidák családjának a gyökerei még mélyebbre lenyúlnak, mint a devonig leérő Terebratulidákéi, ma azonban már csak négy faj képviseli őket. A Rhynchonella Fischer nemzetség a legősibb és legjobban elterjedt szervezetek közé tartozik, mert hiszen a szilurtól kezdve valamennyi földtani formációban megtalálható. A még ma is élő Rh. psittacea Chemn.-en látni a legjobban a hasteknő jellemző csőrforma nyujtványát. A nyél számára való nyílás ez alatt a csőr alatt van. A teknők úgy vannak egymáshoz erősítve, mint a Terebratuláéi, a karváz azonban csak két rövid, keskeny, elcsökevényesedett, csésze alakú lemezkéből áll, amelyek a kis teknő legmagasabb pontján vannak megerősítve. E faj előfordulásáról és életmódjáról Barett skandináviai utazása közben szintén gyüjtött néhány megfigyelést: „Elevenen csak ritkán található az északi vidékeken, nevezetesen Tromsö táján, 70–150 fonál mélységben; üres héjakat Hammerfest mellett is gyüjtöttek az iszapban. Úgy tapasztaltam, hogy ezt a fajt nagyon nehéz megfigyelni, mivel az állat különösen érzékeny minden behatás iránt és a legkisebb mozdulatra bezárja a héjait. A karok spirális járatai eléggé kitágulnak arra, hogy rojtjaik a héj széléig érjenek. Gyakran megfigyeltem ezt a fajt nyitott héjjal is, de sohasem láttam, hogy karjait kigömbölyítette és a héjból kinyujtotta volna.”